# Ph.D.
Ph.D. je zkratka (původně z lat. philosophiæ doctor) akademického titulu doktor, který lze získat vysokoškolským studiem v doktorském studijním programu v mnoha zemích po celém světě. Je to nejvyšší titul, kterého je možné dosáhnout studiem.
Ph.D. tedy označuje nositele doktorátu, přičemž v některých zemích se jedná o alternativu doctor philosophiae (Doctor of Philosophy), někde také bývá zkracováno jako DPhil, či Dr. phil., ve světě často také ve zkratce PhD. (např. na Slovensku), jinde ve světě také často jako PhD; označuje se tak obecně mezinárodně uznávaný akademicko-vědecký titul získaný na univerzitě v třetím cyklu studia, uváděný za jménem (oddělen čárkou), který představuje vědeckou hodnost doktora. Pokud se tento titul uvádí před jménem, zkracuje se často jako Dr. V některých zemích se tento titul (Ph.D. – doktor) uděluje ve všech oblastech (např. v Česku), v jiných zemích může být pro určité oblasti vyčleněný jiný ekvivalent – typicky pro umělecké obory (např. ArtD. – doktor umění), nebo případně ekvivalentní varianta pro náboženské obory (např. Th.D. – doktor teologie) atp.
Vysokoškolské studium se zpravidla ve světě rozděluje na tři samostatné stupně, úrovně, vzdělání (studijní programy): bakalářské (bachelor's degree) – magisterské (master's degree) – doktorské (doctor's degree, doctoral degree, doctorate), doktorát zde tedy představuje nejvyšší možný stupeň vysokoškolského vzdělání dosažený studiem (8 v ISCED) a je požadavkem pro práci na univerzitě jako profesor, pracovník ve výzkumu, či vědec, v mnoha oborech. V Evropě uvedené členění v 90. letech 20. století sjednotil tzv. Boloňský proces, což byl proces, kterým se označovala mezinárodní harmonizace v oblasti vysokoškolského studia – příčinou jeho zavedení byla porovnatelnost v jednotlivých zemích, určitá standardizace v této oblasti, resp. také usnadnění studia na jiné vysoké škole v zahraničí – důsledkem pak bylo mj. zavedení těchto stupňů studia, tří cyklů, nebo přechod na tzv. kreditový systém (European Credit Transfer and Accumulation System, tedy ECTS). Orientačně lze uvést, že bakalářské studium trvá většinou tři roky (3-4), případné navazující magisterské studium další dva roky (1-3), a právě doktorské studium pak zpravidla další čtyři roky (3-4) na vysoké škole, nicméně studium nezáleží primárně na letech, ale právě na získaných kreditech (např. v ČR pro Ph.D. je třeba většinou získat 240 kreditů, tedy 60 ECTS za akademický rok).
Požadavky pro získání Ph.D. jsou odlišné v závislosti na zemi, instituci a časovém období udělování. Během studia, které vede k nabytí této kvalifikace, bývá takovýto student často označován jako doktorand (doctoral student) či PhD student (event. též doctoral candidate, Ph.D. candidate). Uchazeč o Ph.D. musí předložit projekt, svou práci – disertaci, často obsahující výsledky originálního výzkumu, který je v principu natolik hodnotný, aby mohl být uveřejněn v recenzovaném časopise. V mnoha zemích takovýto kandidát musí obhájit tuto práci před komisí zkoušejících odborníků jmenovaných univerzitou.
V kontextu akademického titulu – termín „filozofie“ (philosophiae) zde neodkazuje výhradně na oblast akademické disciplíny filosofie, ale je zde používán v širším slova smyslu v souladu s původním řeckým významem, který znamená „láska k moudrosti“. Ve většině Evropy všechny oblasti (historie, filosofie, humanitní vědy, matematika a přírodní vědy) jiné než teologie, právo a medicína (tzv. profesní, odborné nebo technické) byly tradičně známé jako filosofie a v Německu a jinde v Evropě základní fakulta svobodných umění byla známa jako filozofická fakulta.

## Terminologie

### Výslovnost, čtení
Samotné „Ph.D.“ lze přečíst, resp. vyslovovat, jako zkratku anglicky [pʰiː eɪt͡ʃ diː]IPA (česky vyslovováno jako [pí ejč dý]), popř. česky [pé há dé] nebo v plné podobě, tedy jako „doktor“. Zpravidla se však doporučuje nepoužívat zkratku při představování konkrétního člověka; tehdy je třeba vyslovit nezkrácené slovo „doktor“.

### Uvádění, zápis
Titul Ph.D., tak jako ostatní „postgraduální tituly“ této úrovně (např. CSc., DrSc., Th.D., event. i Dr., dále DSc. nebo ArtD. či jiné), se správně uvádí za jménem, a to oddělen od jména čárkou. Ve světě (např. v USA) se většinou u jména uvádí pouze jeden tento titul, a to právě až od této nejvyšší úrovně – doktorské, tedy nižší akademické tituly (typicky bakalářské, magisterské) se většinou běžně neužívají, výjimkou však často bývají některé profesní tituly, tedy tituly spjaté s určitou profesí, jako např. M.D. apod. Pokud se Ph.D. užívá před jménem, bývá běžně uváděno jako Dr. (např. Dr. Novák). Ve světě, resp. v mezinárodní komunikaci (např. v emailové komunikaci v cizím jazyce apod.), se tak běžně užívá jen jeden tento vědecký titul, tedy Ph.D. za jménem (odděleno čárkou) nebo Dr. (před jménem), případně pouze jiný nejvyšší získaný titul či hodnost nebo funkci (typicky prof.).
V některých zemích nicméně může být obvyklé uvádění i nižších titulů současně – typicky v ČR a SR (tyto země spolu mají uzavřenu mezinárodní smlouvu o uznávání a rovnocennosti dosaženého vzdělání) se v praxi často současně uvádí navíc i nižší magisterský titul (před jménem), kupř. technický, humanitní, lékařský, veterinární apod., například: Ing. Jan Novák, Ph.D.; Mgr. Jana Nováková, Ph.D.; MUDr. Jan Novák, Ph.D.; MVDr. Jana Nováková, Ph.D.; JUDr. Jan Novák, Ph.D.; prof. MUDr. Jana Nováková, Ph.D.; doc. ThDr. Jan Novák, Ph.D., Th.D.; PhDr. Jana Nováková, Ph.D. et Ph.D.; doc. RNDr. Jan Novák, Ph.D. atp., v některých zemích, typické jsou v tomto Česko, Slovensko, či Rakousko, se většinou v praxi samostatně uvádějí i zmíněné nižší tituly (magisterské, někdy dokonce i ty bakalářské). Ph.D. se tedy také odděluje čárkou, stojí-li jméno ve větě, protože se jedná o přístavek, například: „Host Ing. Jan Novák, Ph.D., připomenul důležitost doktorského studia.“ – rozepsáno: „Host inženýr Jan Novák, doktor, připomenul důležitost doktorského studia.“ Ve světě, či v mezinárodní komunikaci, by se pak dotyčný nejčastěji uvedl pouze jako: Jan Novak, Ph.D., v jiných zemích jako Jan Novak, PhD, případně jako Dr. Jan Novak. V psané podobě je rovněž v méně oficiálních, neúředních dokumentech též možné pro Ph.D., tak jako pro jiné doktoráty, užití obecné zkratky od slova doktor, tedy prostého dr. (není zkratkou akademického titulu), což může být zavádějící, protože z ní nevyplývá ve které oblasti byl doktorát získán, resp. jestli se jedná o velký doktorát, nebo malý doktorát.
Dle vysokoškolského zákona (tedy zákona č. 111/1998 Sb., o vysokých školách, ve znění pozdějších předpisů) byla v Česku kodifikována podoba „Ph.D.“, tedy nikoliv „Ph. D.“ – nebo „PhD.“, byť by se dle obecných typografických zásad jednalo o správný zápis.

### Užívání, formální oslovování
Při formálním oslovování se používá vždy nejvyšší dosažený titul/hodnost, vhodné bývá upřednostnit funkci. Nositele doktorátu Ph.D., tedy titulu doktorské úrovně (8 v ISCED), ve světě (včetně ČR) oslovujeme „pane doktore“ („paní doktorko“), nikoliv nižším titulem magisterské úrovně (7 v ISCED), „pane inženýre/magistře", nebo snad ještě nižším titulem bakalářské úrovně (6 v ISCED), „pane bakaláři“ apod. Některá dřívější doporučení pro to, že je vhodné používat k formálnímu oslovování jen titul před jménem již nejsou aktuální, protože původně se totiž do Boloňského procesu uděloval v některých zemích (především bývalého tzv. Východního bloku) místo doktora (Dr./Ph.D.) kandidát věd (CSc.), přičemž oslovení „pane kandidáte“ („paní kandidátko“) se neužívalo, resp. neužívá.

## Historie

### Starověk, středověk a novověk
Latinsky Philosophiæ doctor v doslovném překladu znamená doktor filozofie, původně však toto označení vychází ze starořeckého Διδάκτωρ Φιλοσοφίας, tj. učitel filosofie, doctor lze také volně přeložit jako učený, resp. učitel. Tento titul je dnes udělován osobám, které v rámci svého vysokoškolského doktorského studia dokončily dostatečně komplexní výzkumnou práci o předmětu svého studia a případně završily některé další podmínky přesněji definované studijními zvyklostmi dané země a univerzity, přičemž už za starého Říma však byli jako doktoři označováni ti, kteří konali veřejné přednášky.
Asi od 12. století se doktor stalo čestné označení učenců, k němuž byl připojován výstižný přívlastek. Např. Tomáš Akvinský byl doctor angelicus, Jan Duns Scotus doctor subtilis nebo Roger Bacon doctor mirabilis. Církevní otcové byli nazývání doctores ecclesiae a jako doctores thalmudiaci vystupovali židovští učenci, znalci talmudu.
Na středověké univerzitě mohl nejprve student získat akademický gradus bakalářský – Baccalaureatus (vavřínem ověnčený) po úspěšném absolvování trivia, které tvořila gramatika, dialektika a rétorika. Poté absolvent vypomáhal s učením a následně se věnoval kvadriviu (aritmetika, geometrie, astronomie a hudba; dohromady tzv. sedm svobodných umění). Později se bakalářský gradus získával po absolvování artistické fakulty a umožňoval vstup na ostatní fakulty univerzity. Bakalář následně po dalším studiu a obhajobě samostatné odborné práce (these) mohl získat gradus Magister (mistra, původně učitel či představený) na artistické fakultě (fakultě svobodných umění, odtud jeho celý název magistr svobodných umění). Magistr značil na středověké univerzitě původně učitele, už ve středověku se však stal akademickým titulem a byl nezbytným předpokladem pro získání učitelského oprávnění (tzv. licentia docendi). Oprávněným, tj. zpravidla jmenovaným učitelům, se někdy říkalo též magister regens.
Na boloňské univerzitě se nicméně postupně v okruhu učitelů římského práva (doctores legum) z čestného titulu stala zvláštní akademická hodnost, která se rozšířila do celé Evropy. Učitelé kanonického práva byli zváni doctores canonum et decretalium a v okamžiku, kdy se sloučilo studium světského a církevního práva, vznikl dodnes užívaný titul iuris utriusque doctor. Vedle něj pak na pařížské univerzitě vznikl theologiae doctor a pak také doktorát lékařství, fyziky, gramatiky, logiky apod. Povinným předstupněm k získání doktorátu bylo ale nutně bakalářské studium na artistické fakultě, následované ziskem licenciátu. Kromě titulu doktora bylo též dříve používáno označení mistr, nejen na pražské univerzitě, ale i na řadě dalších evropských univerzit získávali doktorát právníci a lékaři, zatímco na bohoslovecké a artistické fakultě byl nejvyšším titulem Magister (mistr).
Na odborných fakultách (ve středověku teologické, právnické a lékařské) se uděloval titul doktor, který až v 18. století v Rakousku titul magistra nahradil a ten zůstal pouze titulem farmaceutů (PhMr.). Později tedy magisterský titul vyšel z užívání a až do moderní doby zůstaly již jen různé obdoby doktorátů. V Praze a Vídni tvořili absolventi univerzit s doktorátem tzv. doktorské sbory, které se až do roku 1873 mj. podílely na správě univerzity a příslušných fakult a na doktorských zkouškách. Magisterský titul byl pak znovu zaváděn v důsledku Boloňského procesu, aby nahradil tzv. malé doktoráty a aby též vysokoškolský systém v Evropě (rovněž v Česku), včetně titulů, lépe odpovídal titulům anglosaského světa, kde jsou podmínky pro získání doktorátu obtížnější.

### Reformy vzdělávání v Německu
V Německu se v 19. století odehrávaly významné změny ve vysokoškolském vzdělávání. Artistická fakulta, která zde byla označena jako filozofická fakulta, začala pro získání finální, závěrečné, kvalifikace požadovat též určité příspěvky ve výzkumu osvědčené disertací, což bylo označeno jako doktorát filozofie (ve zkratce Ph.D.). Prakticky veškeré s tímto spjaté financování zde bylo zajišťováno centrální vládou.
Reformy zde se staly mimořádně úspěšné a poměrně rychle začaly německé univerzity přitahovat zahraniční studenty, a to zejména ze Spojených států amerických. Tato praxe měla natolik značný vliv, že byla dovezena do USA, kde v roce 1861 začala Yale University udělovat Ph.D. těm studentům, kteří již měli ukončený bakalářský program na americké vysoké škole, úspěšně ukončili předepsaný kurz a úspěšně obhájili svou práci, resp. disertaci, obsahující původní výzkum v přírodních či humanitních vědách. Tato kvalifikace určená pro výzkum byla první takovou, která mohla být v Severní Americe udělena. Poté, co se v Německu začaly filozofické fakulty rozdělovat, byl název doktorátu upravován – např. Dr. rer. nat. pro doktoráty na fakultách přírodních věd – nicméně ve většině anglicky mluvících zemích byl ponechán doktorát filosofie jako doktorát pro výzkum ve všech disciplínách.

### Spojené království
Vysokoškolské kvalifikace určené pro výzkum se poprvé ve Spojeném království objevily na konci 19. století v podobě doktora věd (Doctor of Science, ve zkratce DSc, nebo ScD) a ostatních vyšších doktorátů. University of London představila DSc v roce 1860, nicméně jako pokročilý studijní kurz, který přímo následoval na předchozí bakalářské studium (BSc), spíše než jako kvalifikaci pro výzkum.
První tzv. vyšší doktorát v moderním smyslu byl DSc z Durham University, který byl představen roku 1882. Uvedené bylo brzy následováno dalšími univerzitami, včetně Cambridge University, která zřizuje vlastní ScD ve stejném roce a University of London transformuje svůj DSc do programu určeného pro výzkum roku 1885. Ačkoliv se jednalo o velmi vysoké kvalifikace, tak spíše než programy určené pro výcvik ve výzkumu na úrovni PhD, uvádí Harold Jeffreys, že získání doktorátu věd (ScD) z Cambridge bylo „více či méně ekvivalentní k tomu, být navržen pro Royal Society“ (akademii věd).
Konečně roku 1917 byl pak představen i program zaměřený na výcvik ve výzkumu, tedy současný Ph.D. program (Doctor of Philosophy), po vzoru amerického a německého modelu – ten se stal rychle oblíbeným mezi britskými i zahraničními studenty. Mírně starší DSc programy (Doctor of Science) nicméně stále na britských univerzitách existují, společně s mnoha staršími tzv. vyššími doktoráty.

### Spojené státy
Až do poloviny 19. století nebyly uvedené pokročilé programy kritériem pro profesuru, a to na většině vysokých škol. Situace se začala postupně měnit, protože ambicióznější badatelé na velkých školách odjížděli do Německa na 1 až 3 roky získat Ph.D. v oblasti přírodních či humanitních věd. Postupně se tak i v USA začaly objevovat školy nabízející vyšší kvalifikace. Roku 1861 Yale University udělovala první tři doktoráty Ph.D. v Severní Americe, získali je Eugene Schuyler, Arthur Williams Wright a James Morris Whiton. V následujících dvaceti letech též další univerzity v USA začaly nabízet doktorský program (Ph.D.), např. Harvard University či Princeton University. Další univerzity zaměřené na tento program následovaly, např. Johns Hopkins University. Od roku 1900 bylo v USA udíleno zhruba 300 Ph.D. ročně, přičemž většina z nich šesti univerzitami (Yale University, Johns Hopkins University, Harvard University, Princeton University a dalšími). Nebylo tak již nutné studovat v Německu.
V Německu národní vláda financovala univerzity a výzkumné programy předních profesorů. Bylo nemožné, aby profesoři, kteří nebyli schváleni Berlínem, vzdělávali studenty vyšších kvalifikací. Oproti tomu ve Spojených státech amerických soukromé univerzity, obdobně jako státní univerzity, byly nezávislé na federální vládě. Nezávislost byla vysoká, nicméně prostředky pro financování byly nízké. Průlom přišel ze strany soukromých nadací, které začaly pravidelně podporovat přírodní vědy a historii, velké korporace pak někdy podporovaly inženýrské programy. Roku 1919 pak Rockefeller Foundation založila pro tzv. postdoktorandy postdoctoral fellowship. Mezitím přední univerzity ve spolupráci s učenými společnostmi zřídily síť vědeckých časopisů. Pro pokrok ve výzkumu na univerzitách se tak stala základem známá formule „Publish or perish“ (česky přibližně: Publikuj, nebo zahyň). Po druhé světové válce státní univerzity po celé zemi značně expandovaly ve vysokoškolském pregraduálním vzdělávání (bakalářské programy) a též značně přidaly programy magisterské, či doktorské, orientované na výzkum (graduální, či postgraduální). Absolventi uvedených fakult musí mít vhodný záznam o publikační činnosti a výzkumných grantech. Na konci 20. století se zásada „Publish or perish“ stala čím dál tím více důležitější na vysokých školách a menších univerzitách.
Ovšem platy Ph.D. pracovníků pak mohou být v jistých oborech menší.

## Požadavky
Podrobné požadavky pro udělování Ph.D. se liší po celém světě a dokonce i mezi jednotlivými školami. Obvykle je pro studenta nutné, pokud chce absolvovat Ph.D. program (doktorský studijní program), aby měl kvalifikaci ekvivalentní té magisterské, tedy kvalifikaci úrovně Master's degree (magisterského stupně, 7 v ISCED), či případně Honours degree. Master's degree lze zpravidla získat v příslušném magisterském studijním programu. Honours degree („honorovaný bakalář“) lze zpravidla získat po ukončení klasického bakalářského studijního programu (Bachelor's degree), většinou tříletého, následovaného roční nástavbou, přičemž součástí tohoto ročního „honorovaného“ studia je často výzkum v konkrétním oboru a závěrečná práce, která mívá většinou požadován větší rozsah než bakalářská práce. Úspěšnému přijetí k Ph.D. studiu může často předcházet předložení kopií důležitých akademických listin, doporučujících dopisů, často jsou také požadovány zformulovaný záměr výzkumu a osobní stanovisko. Většina univerzit také před přijetím do tohoto programu zve uchazeče na zvláštní pohovor.
Kandidát musí předložit určitý projekt, resp. disertaci, často se skládající z původního akademického výzkumu, který je v zásadě hoden k tomu, aby mohl být publikován v recenzovaném časopise. V mnoha zemích musí kandidát obhájit tuto práci před komisí, která je složena z odborníků jmenovaných univerzitou. V jiných zemích je disertace zkoumána komisí odborníků, kteří stanovují, zda je disertace v principu na odpovídající úrovni a oznamují případné problémy, které je třeba vyřešit před tím, než je možné disertaci nechat projít, resp. ji schválit.
Některé univerzity v anglicky nemluvících zemích začaly přijímat podobné standardy anglofonním Ph.D. programům pro své doktoráty orientované na výzkum (blíže Boloňský proces). Ph.D. student či kandidát obvykle studuje na akademické půdě pod úzkým dohledem, supervizí.
S popularitou distančního vzdělávání a technologií e-learningu některé univerzity nyní akceptují studenty zapsané do distančního vzdělávání, resp. kombinovaného studia, které vhodně kombinuje částečně prezenční studium a částečně distanční studium (částečný úvazek).
Ph.D. programy označované jako „sendvičové“ (sandwich Ph.D.) značí, že Ph.D. studenti netráví celou dobu studia na stejné univerzitě. Místo toto stráví první a poslední období doktorského studia na svých domovských univerzitách a mezi tím provádí výzkum jinde.

### Potvrzení PhD
Rozprava k disertační práci (dříve tzv. minimum, angl. PhD confirmation) je předběžná prezentace či přednáška, kterou kandidát na Ph.D prezentuje fakultě, respektive dalším zainteresovaným členům. Přednáška následuje poté, co bylo oznámeno vhodné téma a může zahrnovat takové náležitosti jako účel výzkumu, použitou metodologii, předběžné výsledky a očekávání, plánované nebo hotové publikace atp.
Potvrzení přednášky může být shledáno jako předběžná zkušební veřejná obhajoba, ačkoli členové fakulty v této fázi ještě stále mohou do značné míry ovlivnit směr výzkumu. Na konci přednášky Ph.D kandidát může být shledán jako potvrzený, což znamená, že členové fakulty uvedené schvalují a věří, že studie je dobře řízena a bude s vysokou pravděpodobností končit u kandidáta úspěchem.

## Hodnota a kritika
Práce v univerzitním prostředí, resp. na akademické půdě obvykle vyžaduje doktorát (Ph.D), nicméně v některých zemích je možné získat relativně vysokou pozici i bez doktorátu. Pro Severní Ameriku lze obecně říci, že profesoři doktorát (Ph.D) mají, nebo přesněji řečeno, jsou stále více povinni jej mít – uvedené je užíváno jakožto určité měřítko pro hodnocení.
Motivace pro dosažení PhD může též zahrnovat budoucí zvýšení příjmu, nicméně v mnoha případech toto není výsledkem. Bernard H. Casey z University of Warwick (Spojené království) výzkumem naznačuje to, že napříč všemi předměty, PhD poskytuje navýšení příjmu o 26 % (napříč všemi obory) – doktorské vzdělání (Ph.D) tedy poskytuje uvedené, přičemž z tohoto magisterské poskytuje 23 % a bakalářské 14 %; dále též uvádí, že jsou důležité benefity pro společnost z tohoto dalšího vzdělávání či výcviku pro výzkum, tedy z PhD, a to ačkoli některé výzkumy naznačují, že překvalifikovaní pracovníci jsou často méně spokojení a méně produktivní ve své práci. Tyto obtíže jsou stále více pociťovány při hledání zaměstnání absolventy kupř. práva. Ph.D. studenti se často musejí zadlužit, aby mohli uvedené zdárně dokončit.
Řádný doktorát v oboru (PhD) je také vyžadován na některých pozicích mimo akademickou půdu, typicky ve výzkumu (př. farmacie) v nadnárodních korporacích atp.
Systém vzdělávání v USA často nabízí malou pobídku k přesunu studentů v Ph.D programech.
Cílem ekvivalentního Doctor of Arts bylo zkrátit čas potřebný ke zdárnému dokončení programu, a to zaměřením se na pedagogickou činnost, místo na výzkum, nicméně Doctor of Arts programy stále též obsahují určitou signifikantní výzkumovou složku.
Klást si ale otázku, „zda má titul Ph.D. smysl,“ je podle některých akademických pracovníků srovnatelné s tím, kdybyste se ptali, zda je na světě příliš mnoho umění nebo kultury. Akademičtí pracovníci věří, že znalosti se z vysokých škol šíří do společnosti, která se díky tomu stává produktivnější a zdravější.
V některých zemích (např. Česko) bývá u Ph.D. často kritizován a uváděn jako problém též tzv. inbreeding, což lze charakterizovat například tak, že student něco vystuduje, udělá si pak i doktorát (Ph.D.) v oboru, nicméně už na té samé škole, popř. v tom samém oboru, a pak kupříkladu i časem nahradí tohoto svého profesora, u kterého doktorát dělal, rovněž v tom samém oboru, což má vést k tomu, že: se tímto způsobem „vytvářejí uzavřené skupinky, které si o sobě velmi často myslí, že jsou na světové špici, byť nejsou ani na té regionální.“ (blíže: Akademický inbreeding)

### Národní varianty
V Německu, resp. v německy mluvících zemích, či ve většině východní Evropy, v nástupnických státech bývalého Sovětského svazu, ve většině částí Afriky, Asie, či v mnoha španělsky mluvících zemích, je odpovídající stupeň Ph.D. (Doctor of Philosophy) nazýván zjednodušeně jen „Doctor“ (doktor).

## Kvalifikace ve světě
Doktorát, titul Ph.D., tedy označení pro doktora (Dr.), se dnes užívá de facto po celém světě v různých obdobách, přičemž charakter studia je, též díky Boloňskému procesu, do určité míry více či méně podobný.
Doktorské studium vedoucí k doktorátu (Ph.D.) bývá obvykle orientováno akademicky a velmi individuálně (na rozdíl například od magisterského studia), přičemž na doktorát se často chodí tzv. „za osobností.“

### Evropa a svět
V Evropě lze získat nadnárodní verzi, tzv. Evropský doktorát (Doctor Europa).  K dosažení titulu Ph. D. je u nás zapotřebí (1) úspěšně absolvovat tzv. postgraduální (či doktorské) studium, zakončit jej (2) státní doktorskou zkouškou a (3) obhajobou disertační práce.

### Česko
V České republice je nutností pro udělení tohoto titulu vysokoškolské doktorské studium v příslušném doktorském studijním programu (hovorově také často PhD studium nebo doktorandské studium, dříve aspirantské studium, vědecká (umělecká) aspirantura, vědecká výchova, případně postgraduál, nebo dnes velký doktorát) v trvání 3-4 let podle individuálního studijního plánu (ISP) pod vedením školitele, dříve (1990–1998) nazývané jako „postgraduální studium“. Toto studium je zde zaměřeno na vědecké bádání a samostatnou tvůrčí činnost v oblasti výzkumu nebo vývoje nebo na samostatnou teoretickou a tvůrčí činnost v oblasti umění. Tomuto studiu předchází vždy studium magisterské, to bývá většinou pětileté, avšak např. pro některé lékařské obory se jedná o souvislé šestileté magisterské studium (MUDr.), v některých např. uměleckých oborech jde zase o souvislé čtyřleté magisterské studium (MgA.) atd. PhD případně může být možné získat i na vysokých školách ve světě a v Česku jej pak i uznat, tzv. nostrifikace.
Absolvovaný poslední cyklus vysokoškolského studia může být požadován pro činnost ve výzkumu (např. v nadnárodních korporacích), také bývá často předpokladem pro vědce (např. v AV ČR) – v ČR se jedná též o nezbytný požadavek pro případné pozdější získaní doktorátu věd. Rovněž bývá klíčovým předpokladem pro vysokoškolského učitele, tedy pro působení jakožto odborný asistent, či následně jako docent (na základě habilitačního řízení, ve světě pozice associate professor), případně později jako profesor (na základě řízení ke jmenování profesorem, ve světě pozice professor); pro působení v pozici lektora nebo asistenta není potřeba. Nicméně v některých odůvodněných případech, většinou výjimečně, nemusí být pro pozdější jmenování docentem, či později profesorem, Ph.D. vyžadováno. Pro umělecké obory pak zákon připouští výjimku a pro jmenování docentem, či později profesorem, nemusí být vůbec absolvování vysoké škole nezbytně nutné. Docent a profesor jsou pak v Česku vědecko-pedagogické (či umělecko-pedagogické) hodnosti, pro které je třeba splnit určité podmínky, typicky jde o pedagogickou činnost, publikační činnost, činnost ve výzkumu, příp. uměleckou činnost atp. (nejedná se o další studium/vzdělání).

#### Požadavky
Náplní doktorského studia je v ČR především výzkum předem stanoveného vědeckého (nebo uměleckého) úkolu pod individuálním vedením školitele a pod dozorem oborové rady. Studovat lze dnes zpravidla v prezenční či kombinované formě studia, přičemž formy studia jsou v rámci Boloňského procesu rovnocenné (dosažené tituly jsou stejné). Studium je pak řádně zakončeno složením státní doktorské zkoušky a obhájením disertační práce, při níž student doktorského programu obhajuje kvalitu svého výzkumu nebo umělecké činnosti; obhajobou se také prokazuje schopnost a připravenost k samostatné činnosti v oblasti výzkumu nebo vývoje nebo k samostatné teoretické a tvůrčí umělecké činnosti. Disertační práce musí dle českého vysokoškolského zákona obsahovat „původní a uveřejněné výsledky nebo výsledky přijaté k uveřejnění“.
Školitel není pouhým vedoucím závěrečné kvalifikační práce doktoranda (disertační práce), ale dozoruje a vede celé jeho studium, odbornou a vědeckou přípravu doktoranda, sestavuje se studentem jeho ISP, předkládá předsedovi oborové rady roční hodnocení doktoranda, navrhuje děkanovi např. zahraniční stáže doktoranda atd. Školitelem bývá zpravidla docent, nebo profesor, případně to může být též uznávaný odborník, například doktor věd. V rámci doktorského studia zde bývá často jako základ vyučována metodologie vědy, zásady vědecké činnosti a další odborné předměty dle specializace. Kredity se dále udílejí za pedagogickou činnost, absolvované předměty, výstupy na vědeckých konferencích, absolvované zahraniční stáže, publikované články atd. Doktorand má často předepsán určitý počet hodin pro pedagogickou činnost (přímou výuku, semináře, resp. cvičení, případně konzultace atd.). Studium v doktorském programu sleduje a hodnotí oborová rada ustavená podle vnitřního předpisu vysoké školy nebo její součásti, která má akreditovaný příslušný doktorský studijní program. Pro studijní programy ze stejné oblasti studia mohou vysoké školy nebo jejich součásti na základě dohody vytvořit společnou oborovou radu. Předsedu oborové rady volí ze svého středu její členové, přičemž předsedou oborové rady je garant doktorského studijního programu.
Doktorand by měl pod vedením svého školitele veřejně publikovat své odborné články, studie, navštěvovat vědecké konference, vést či oponovat bakalářské práce, ve vyšších ročnících případně někdy též magisterské (diplomové) práce apod. Po absolutoriu se v akademickém prostředí často hovorově označuje jako tzv. postdoktorand (postdoc) – dotyčný je způsobilý pro vykonávání činnosti odborného asistenta na vysoké škole (pracovně někdy zkracováno odb. as., ve světě pozice assistant professor), příp. vědeckého pracovníka.

#### Předchozí obdoby vědeckých titulů
Titul „doktor“ (Ph.D.) byl pro absolventy doktorských studijních programů v ČR zaveden roku 1998 zákonem č. 111/1998 Sb. (zákon o vysokých školách) po vzoru anglosaského světa. V předchozím období, v letech 1990–1998, byl jeho obdobou stejný doktorský titul, tedy „doktor“ (ve zkratce Dr.), v tomto období se jednalo dle zákona o standardně tříleté „postgraduální studium“, nikoliv o standardně 3-4letý „doktorský studijní program“. V předcházejícím období, v letech 1953–1998, jim po vzoru SSSR předcházel titul, přesněji vědecká hodnost, „kandidát věd“ (CSc.), jedná se tedy de facto o ekvivalenty. CSc. byla přesněji dříve „nižší vědecká hodnost“, udělovala se ještě též „vyšší vědecká hodnost“ DrSc. („doktor věd“), jehož variantu dnes právní řád ČR (vysokoškolský zákon) nezná, pouze Akademie věd České republiky (AV ČR) dnes uděluje DSc. („doktor věd“), tedy jeho určitou obdobu na základě vlastních stanov. Doktorský studijní program může mít akreditována pouze vysoká škola univerzitního typu, tedy Ph.D. dnes mohou udělovat pouze tyto školy, případně instituce ve spolupráci s vysokou školou univerzitního typu (v ČR typicky AV ČR).

#### Titul „Ph.D.“ a ostatní „doktorské“ tituly
Titul Ph.D. bývá někdy v ČR hovorově označován jako tzv. velký doktorát, aby se odlišil od tzv. malého doktorátu, který se uděluje po úspěšném absolvování rigorózní zkoušky (PhDr., ThDr., JUDr. atd.). Doktorský titul Ph.D., „doktor“ (8 v ISCED), tedy není ekvivalentem titulu PhDr., což je titul magisterského stupně (7 v ISCED) „doktor filozofie“, který značí de facto stejnou kvalifikaci jako „magistr“ (Mgr.). Malé doktoráty (rigorózum) bývají často v současnosti označovány jako historická záležitost či specifikum Česka či Slovenska z minulosti a zpravidla nemají ve světě obdobu (jejich udělování, nikoliv jejich existence, kupř. srov. J.D. a JUDr.); v těchto zemích se totiž v tomto nejedná o žádný další stupeň studia, získaného vzdělání, resp. kvalifikace, navíc – Boloňský proces chápe pouze tři klasické stupně vysokoškolského vzdělání: bakalářské – magisterské – doktorské (blíže ISCED).
(Např. právník, kupříkladu soudce, s titulem JUDr., se od právníka s titulem Mgr. de facto nijak neliší, oba mají stejné pětileté magisterské vzdělání, nicméně právník s titulem „magistr“ ukončil studium státní závěrečnou zkouškou, hovorově označovanou jako státnice, právník „doktor práv“ se po získání Mgr. rozhodl následně složit ještě jednu zkoušku navíc, tzv. rigorózní zkoušku, hovorově označovanou jako rigo, součástí které bývá i obhajoba rigorózní práce – může však být uznána i stejná práce jako magisterská (diplomová), případně rozšířená, pokud to připouští vnitřní předpis školy. Takový právník, třeba soudce, má však stále zcela stejné možnosti, resp. kompetence. Rigorózum, (fakultativní) státní rigorózní zkouška je však v ČR zpoplatněnou záležitostí – poplatky s tímto spojené jsou pak příjmem dané vysoké školy – mimo lékařských oborů, MUDr., MDDr., MVDr., kde se jedná o standardní zakončení studia.)

#### Financování
Samotný doktorand je studentem v doktorském studijním programu, primárně se tedy nejedná o zaměstnance dané univerzity, ale o studenta, přičemž dle formy studia se pak vnitřně (pracovně) rozdělují na interní a externí doktorandy. Postavení doktorandů je do určité míry podobné asistentům (pracovně někdy zkracováno as.), ti jsou však zaměstnanci a pobírají plat (resp. mzdu). Doktorand v prezenční formě studia (interní doktorand) většinou pobírá stipendium, v ČR se jedná většinou o několik tisíc Kč (kupř. šest tisíc Kč). Doktorandi také v některých případech mohou získat pracovní úvazek na pozici asistenta. Rovněž mohou být k tomuto financováni z příslušného grantu. Interní doktorandy pak stát také většinou různě zvýhodňuje či podporuje – v ČR stát považuje doktoranda za studenta nikoliv max. pouze do 26 let (standardně), ale pro některé, zejména daňové, účely až do dovršení 28 let.
V Česku je v současnosti (2014) struktura studentů vysokých škol následující: kolem 60 % studentů studuje první cyklus vysokoškolského studia (bakalářský studijní program), zhruba třetina studentů studuje ve druhém cyklu studia (magisterský studijní program) a právě třetí cyklus (doktorský studijní program) zde studuje stabilně kolem 6-8 % všech studentů vysokých škol, přičemž tento cyklus v ČR nedokončí více než polovina zapsaných studentů, což je ještě vyšší neúspěšnost než u studentů cyklu prvního; uvedené pak může do jisté míry souviset též s tím, že v ČR mají zpravidla studenti třetího cyklu od svého zápisu ke studiu nárok na měsíční doktorské stipendium, pro studenty magisterského studia tak může být v některých případech výhodné se přihlásit ke studiu doktorskému, a to ať už jej skutečně studovat hodlají, či nikoliv. Druhou příčinou může být ekonomická situace těchto studentů, protože stipendium do 10 000 Kč nepokryje životními náklady již dospělých lidí, kteří mívají často rodinu, či vlastní bydlení apod..

## Modely supervize
Na některých univerzitách může existovat školení pro ty, kteří chtějí dohlížet na Ph.D. studia. V současné době existuje velké množství literatury pro akademiky, kteří toto chtějí. Dinham a Scott (2001) argumentovali, že celosvětový růst v oblasti studentů ve výzkumu byl doprovázen zvýšením řady návodů/manuálů, jak pro studenty, tak pro školitele, citují přitom příklady jako je Pugh a Phillips (1987). Tito autoři publikovali empirická data o přínosech toho, že Ph.D. kandidát může získat, pokud publikuje svou práci, a poznamenávají, že Ph.D. studenti jsou tomu spíše nakloněni s adekvátní podporou svých školitelů.
Wisker (2005) uvádí, jak se výzkum v uvedených oblastech rozlišuje mezi dvěma modely dohledu (supervize): první model supervize (technical-rationality model) zdůrazňuje techniku, druhý model (negotiated order model) je méně mechanistický a zdůrazňuje plynulou a dynamickou změnu v Ph.D. procesu. Existuje značné množství literatury ohledně očekávání toho, že školitelé mohou mít své studenty, několik doktorandů, a že studenti mohou mít své školitele, tedy nikoli jednoho, ale školitele pro každý kurs zvlášť.

## Zajímavosti

### Česko
Některé zajímavosti pouze z ČR uvádí například pramen Učitelské noviny (2013):
- Stipendium (doktorské stipendium) v průměru nepřekračuje sedm tisíc Kč měsíčně.
- Počet doktorandů je 26 429 (z toho cca 2 200 na AV ČR), což je 6,4 % podíl na celkovém počtu studentů, EU má tento podíl na čísle 3,1 %.
- Polovina doktorandů studuje v prezenční formě studia a 99,3 % všech studuje na veřejných vysokých školách, oproti tomu v EU je to 79 %.
- Univerzita Karlova má celkově podíl 30 % na všech doktorandech v Česku, Masarykova univerzita 13 %, ČVUT pak 8 %.
- Titul Ph.D. jenom v roce 2012 v ČR získalo 2 629 doktorandů.
- Podíl doktorů (Ph.D.) na celkovém počtu absolventů vysokých škol je 2,7 %.
- 28 % doktorandů se zaměřuje na technické vědy, 20 % na přírodní vědy a 14 % na společenské vědy.
- Za rok 2016 kupř. na FF UK studovalo v bakalářském cyklu celkem 3 133 studentů, v magisterském 1 796 a v doktorském 1 158 studentů, pro srovnání kupř. na FF MU to bylo 4 278 – 2 271 – 740.[47]
- Například na PřF UK bylo složení studentů za rok 2016 v jednotlivých cyklech 2 000 – 1 136 – 1 369, pro srovnání na PřF MU to bylo 1 873 – 895 – 911.[47]

### Svět
Některé zajímavosti ze světa uvádí například pramen The Economist (2011):
- V letech 1998–2006 se zvýšil počet doktorátů udělených ve všech zemích OECD o 40 %.
- Doktorát (Ph.D.) nemusí přinést oproti magisterskému vzdělání žádné zvýšení příjmů, dokonce může vést i k jeho poklesu.
- Průzkum na jedné univerzitě z USA ukázal, že ti, kdo studia dokončí, nejsou o nic chytřejší než ti, kteří doktorát nezískají.
- Pokud se postdoktorandi neuplatní v akademické sféře, obtížně hledají práci v jiných oblastech.
- Mezi lety 2005–2009 bylo v USA uděleno odhadem více než 100 tis. titulů Ph.D.
- V Kanadě vydělává 80 % post-doktorálních studentů ročně před zdaněním 38 600 dolarů a méně, což je průměrný plat stavebního dělníka.
- Zhruba třetina absolventů doktorského studia v Rakousku si najde zaměstnání, které nesouvisí se získanou kvalifikací, v SRN skončí 13 % všech absolventů doktorského cyklu v podřadném zaměstnání, v Nizozemsku tento podíl činí 21 %.
- V některých oborech se výhoda držitelů titulů Ph.D. zcela ztrácí – ti, kteří mají doktorát z matematiky a informatiky, společenských věd nebo jazyků nevydělávají o nic víc než magistři.
- Dle článku Economist, se Ph.D. vyplatí pouze lékařům, v jiných vědních oborech a u obchodního a finančního studia, v průměru vztaženém na všechny obory se držitelé titulu Ph.D. mohou těšit pouze 3% rozdílu ohodnocení oproti držitelům magisterské kvalifikace.
- V rámci studie absolventů doktorského studia v UK přibližně třetina z dotázaných přiznala, že se do něj zapsali částečně proto, aby mohli zůstat studenty nebo aby oddálili hledání zaměstnání, připustila to téměř polovina studentů technických oborů – pro vědce je snadné získat stipendium, a proto je to táhne směrem k doktorskému studiu.